# 岩生珠子木
岩生珠子木（学名：Phyllanthodendron petraeum）为大戟科珠子木属下的一个种。

## 扩展阅读
- 維基物種上的相關：岩生珠子木